# الملعب الشرفي بمكناس
الملعب الشرفي بمكناس هو ملعب كرة قدم يقع بمدينة مكناس في المغرب، و هو المحتضن لمباريات نادي النادي المكناسي. افتتح سنة 1962 بطاقة استيعابية تصل ل 25.000 متفرج، و أضيف له العشب الاصطناعي منذ سنة 2007.